# Municipio de Van Buren (condado de Shelby, Ohio)
El municipio de Van Buren (en inglés: Van Buren Township) es un municipio ubicado en el condado de Shelby en el estado estadounidense de Ohio. En el año 2010 tenía una población de 2077 habitantes y una densidad poblacional de 21,66 personas por km².

## Geografía
El municipio de Van Buren se encuentra ubicado en las coordenadas 40°26′12″N 84°16′19″O / 40.43667, -84.27194. Según la Oficina del Censo de los Estados Unidos, el municipio tiene una superficie total de 95.89 km², de la cual 95.56 km² corresponden a tierra firme y (0.34%) 0.33 km² es agua.

## Demografía
Según el censo de 2010, había 2077 personas residiendo en el municipio de Van Buren. La densidad de población era de 21,66 hab./km². De los 2077 habitantes, el municipio de Van Buren estaba compuesto por el 97.79% blancos, el 0.91% eran afroamericanos, el 0.14% eran amerindios, el 0.14% eran asiáticos, el 0.19% eran isleños del Pacífico, el 0.53% eran de otras razas y el 0.29% pertenecían a dos o más razas. Del total de la población el 1.06% eran hispanos o latinos de cualquier raza.